# Wahlkreis Caserta (Camera dei deputati)
Der Wahlkreis Caserta war von 1993 bis 2005 und ist seit 2017 wieder ein Wahlkreis (italienisch collegio elettorale) für die Wahl der Abgeordnetenkammer.

## Von 1993 bis 2005

### Wahlkreisgebiet
Der Wahlkreis umfasste 5 Gemeinden (Casagiove, Caserta, Castel Morrone, Recale und San Nicola la Strada).

### Wahlergebnisse

#### Parlamentswahl 1994

##### Direktstimmen
| Kandidaten               | Kandidaten               | Parteien             | Stimmen | %    |
| ------------------------ | ------------------------ | -------------------- | ------- | ---- |
|                          | Sergio Tanzarellagewählt | Progressisti         | 25.001  | 34,3 |
|                          | Nicolò Antonio Cuscunà   | Alleanza Nazionale   | 17.863  | 24,5 |
|                          | Raffaele Sapienza        | FI – CCD – UdC – PLD | 16.891  | 23,2 |
|                          | Riccardo Ventre          | Patto per l’Italia   | 13.120  | 18,0 |
| Gesamt                   | Gesamt                   | Gesamt               | 72.875  | 100  |
|                          |                          |                      |         |      |
| Ungültige Stimmen        | Ungültige Stimmen        | Ungültige Stimmen    | 6.891   | 8,6  |
| Wähler                   | Wähler                   | Wähler               | 79.766  | 86,3 |
| Wahlberechtigte          | Wahlberechtigte          | Wahlberechtigte      | 92.474  |      |
|                          |                          |                      |         |      |
| Quelle: Innenministerium |                          |                      |         |      |

##### Listenstimmen
| Parteien                             | Parteien                        | Parteien                           | Stimmen | %    |
| ------------------------------------ | ------------------------------- | ---------------------------------- | ------- | ---- |
|                                      | Progressisti                    | Partito Democratico della Sinistra | 11.078  | 15,5 |
| Federazione dei Verdi                | Progressisti                    | 5.707                              | 8,0     |      |
| Partito della Rifondazione Comunista | Progressisti                    | 4.278                              | 6,0     |      |
| Alleanza Democratica                 | Progressisti                    | 1.111                              | 1,6     |      |
| Partito Socialista Italiano          | Progressisti                    | 983                                | 1,4     |      |
| ↳ Gesamt                             | Progressisti                    | 23.157                             | 32,5    |      |
|                                      | Forza Italia                    | Forza Italia                       | 16.342  | 22,9 |
|                                      | Alleanza Nazionale              | Alleanza Nazionale                 | 16.035  | 22,5 |
|                                      | Patto per l’Italia              | Patto Segni                        | 5.699   | 8,0  |
| Partito Popolare Italiano            | Patto per l’Italia              | 4.998                              | 7,0     |      |
| ↳ Gesamt                             | Patto per l’Italia              | 10.697                             | 15,0    |      |
|                                      | Lista Marco Pannella            | Lista Marco Pannella               | 3.312   | 4,6  |
|                                      | Unità Popolare                  | Unità Popolare                     | 902     | 1,3  |
|                                      | Socialdemocrazia per le Libertà | Socialdemocrazia per le Libertà    | 357     | 0,5  |
|                                      | Alleanza Meridionale            | Alleanza Meridionale               | 274     | 0,4  |
|                                      | Unione Democratica Italiana     | Unione Democratica Italiana        | 167     | 0,2  |
|                                      | Riformisti Irpini               | Riformisti Irpini                  | 107     | 0,1  |
| Gesamt                               | Gesamt                          | Gesamt                             | 71.350  | 100  |
|                                      |                                 |                                    |         |      |
| Ungültige Stimmen                    | Ungültige Stimmen               | Ungültige Stimmen                  | 8.415   | 10,5 |
| Wähler                               | Wähler                          | Wähler                             | 79.765  | 86,3 |
| Wahlberechtigte                      | Wahlberechtigte                 | Wahlberechtigte                    | 92.474  |      |
|                                      |                                 |                                    |         |      |
| Quelle: Innenministerium             |                                 |                                    |         |      |

#### Parlamentswahl 1996

##### Direktstimmen
| Kandidaten               | Kandidaten                    | Parteien                     | Stimmen | %    |
| ------------------------ | ----------------------------- | ---------------------------- | ------- | ---- |
|                          | Nicolò Antonio Cuscunàgewählt | Polo per le Libertà          | 37.351  | 50,7 |
|                          | Sergio Tanzarella             | L’Ulivo                      | 31.854  | 43,3 |
|                          | Gerlando Lo Presti            | Fiamma Tricolore             | 2.904   | 3,9  |
|                          | Italo Perna                   | Movimento Rinascita Italiana | 1.507   | 2,0  |
| Gesamt                   | Gesamt                        | Gesamt                       | 73.616  | 100  |
|                          |                               |                              |         |      |
| Ungültige Stimmen        | Ungültige Stimmen             | Ungültige Stimmen            | 6.434   | 8,0  |
| Wähler                   | Wähler                        | Wähler                       | 80.050  | 84,3 |
| Wahlberechtigte          | Wahlberechtigte               | Wahlberechtigte              | 94.933  |      |
|                          |                               |                              |         |      |
| Quelle: Innenministerium |                               |                              |         |      |

##### Listenstimmen
| Parteien                                          | Parteien                             | Parteien                             | Stimmen | %    |
| ------------------------------------------------- | ------------------------------------ | ------------------------------------ | ------- | ---- |
|                                                   | Polo per le Libertà                  | Forza Italia                         | 17.565  | 24,1 |
| Alleanza Nazionale                                | Polo per le Libertà                  | 16.195                               | 22,2    |      |
| CCD – CDU                                         | Polo per le Libertà                  | 5.308                                | 7,3     |      |
| ↳ Gesamt                                          | Polo per le Libertà                  | 39.068                               | 53,6    |      |
|                                                   | L’Ulivo                              | Partito Democratico della Sinistra   | 11.238  | 15,4 |
| Popolari per Prodi (PPI – SVP – PRI – UD – Prodi) | L’Ulivo                              | 4.364                                | 6,0     |      |
| Federazione dei Verdi                             | L’Ulivo                              | 4.006                                | 5,5     |      |
| Rinnovamento Italiano                             | L’Ulivo                              | 3.597                                | 4,9     |      |
| ↳ Gesamt                                          | L’Ulivo                              | 23.205                               | 31,8    |      |
|                                                   | Partito della Rifondazione Comunista | Partito della Rifondazione Comunista | 6.919   | 9,5  |
|                                                   | Lista Pannella – Sgarbi              | Lista Pannella – Sgarbi              | 1.675   | 2,3  |
|                                                   | Fiamma Tricolore                     | Fiamma Tricolore                     | 1.251   | 1,7  |
|                                                   | Movimento Rinascita Italiana         | Movimento Rinascita Italiana         | 339     | 0,5  |
|                                                   | Partito Socialista                   | Partito Socialista                   | 304     | 0,4  |
|                                                   | Patto per l’Agro                     | Patto per l’Agro                     | 109     | 0,1  |
| Gesamt                                            | Gesamt                               | Gesamt                               | 72.870  | 100  |
|                                                   |                                      |                                      |         |      |
| Ungültige Stimmen                                 | Ungültige Stimmen                    | Ungültige Stimmen                    | 7.180   | 9,0  |
| Wähler                                            | Wähler                               | Wähler                               | 80.050  | 84,3 |
| Wahlberechtigte                                   | Wahlberechtigte                      | Wahlberechtigte                      | 94.933  |      |
|                                                   |                                      |                                      |         |      |
| Quelle: Innenministerium                          |                                      |                                      |         |      |

#### Parlamentswahl 2001

##### Direktstimmen
| Kandidaten               | Kandidaten                      | Parteien           | Stimmen | %    |
| ------------------------ | ------------------------------- | ------------------ | ------- | ---- |
|                          | Alessandro De Franciscisgewählt | L’Ulivo            | 34.644  | 44,5 |
|                          | Nicolò Antonio Cuscunà          | Casa delle Libertà | 30.666  | 39,4 |
|                          | Antonio Acconcia                | Democrazia Europea | 6.568   | 8,4  |
|                          | Giuseppe Cirillo                | Lista Emma Bonino  | 2.437   | 3,1  |
|                          | Antonio Malorni                 | Lista Di Pietro    | 2.241   | 2,9  |
|                          | Maddalena Tartaglione           | Fiamma Tricolore   | 1.256   | 1,6  |
| Gesamt                   | Gesamt                          | Gesamt             | 77.812  | 100  |
|                          |                                 |                    |         |      |
| Ungültige Stimmen        | Ungültige Stimmen               | Ungültige Stimmen  | 5.875   | 7,0  |
| Wähler                   | Wähler                          | Wähler             | 83.687  | 83,9 |
| Wahlberechtigte          | Wahlberechtigte                 | Wahlberechtigte    | 99.757  |      |
|                          |                                 |                    |         |      |
| Quelle: Innenministerium |                                 |                    |         |      |

##### Listenstimmen
| Parteien                       | Parteien                             | Parteien                               | Stimmen | %    |
| ------------------------------ | ------------------------------------ | -------------------------------------- | ------- | ---- |
|                                | Casa delle Libertà                   | Forza Italia                           | 22.894  | 30,6 |
| Alleanza Nazionale             | Casa delle Libertà                   | 11.258                                 | 15,0    |      |
| CCD – CDU                      | Casa delle Libertà                   | 1.909                                  | 2,5     |      |
| Nuovo PSI                      | Casa delle Libertà                   | 329                                    | 0,4     |      |
| ↳ Gesamt                       | Casa delle Libertà                   | 36.390                                 | 48,6    |      |
|                                | L’Ulivo                              | La Margherita (Dem – PPI – RI – Udeur) | 9.513   | 12,7 |
| Democratici di Sinistra        | L’Ulivo                              | 9.308                                  | 12,4    |      |
| Il Girasole (FdV – SDI)        | L’Ulivo                              | 1.949                                  | 2,6     |      |
| Partito dei Comunisti Italiani | L’Ulivo                              | 1.280                                  | 1,7     |      |
| ↳ Gesamt                       | L’Ulivo                              | 22.050                                 | 29,4    |      |
|                                | Democrazia Europea                   | Democrazia Europea                     | 5.534   | 7,4  |
|                                | Partito della Rifondazione Comunista | Partito della Rifondazione Comunista   | 3.733   | 5,0  |
|                                | Lista Di Pietro                      | Lista Di Pietro                        | 3.586   | 4,8  |
|                                | Lista Emma Bonino                    | Lista Emma Bonino                      | 1.868   | 2,5  |
|                                | Fiamma Tricolore                     | Fiamma Tricolore                       | 924     | 1,2  |
|                                | Movimento delle Libertà              | Movimento delle Libertà                | 273     | 0,4  |
|                                | Liberi e Forti                       | Liberi e Forti                         | 218     | 0,3  |
|                                | Paese Nuovo                          | Paese Nuovo                            | 171     | 0,2  |
|                                | Socialisti Autonomisti               | Socialisti Autonomisti                 | 82      | 0,1  |
|                                | Abolizione Scorporo                  | Abolizione Scorporo                    | 57      | 0,1  |
| Gesamt                         | Gesamt                               | Gesamt                                 | 74.886  | 100  |
|                                |                                      |                                        |         |      |
| Ungültige Stimmen              | Ungültige Stimmen                    | Ungültige Stimmen                      | 8.804   | 10,5 |
| Wähler                         | Wähler                               | Wähler                                 | 83.690  | 83,9 |
| Wahlberechtigte                | Wahlberechtigte                      | Wahlberechtigte                        | 99.757  |      |
|                                |                                      |                                        |         |      |
| Quelle: Innenministerium       |                                      |                                        |         |      |

## Von 2017 bis 2020

### Wahlkreisgebiet
Der Wahlkreis umfasste Gemeinden: 

### Wahlergebnisse

#### Parlamentswahl 2018
| Kandidaten               | Kandidaten                | Stimmen | %    | Listen                                      | Stimmen | %    |
| ------------------------ | ------------------------- | ------- | ---- | ------------------------------------------- | ------- | ---- |
|                          | Antonio Del Monacogewählt | 90.512  | 54,5 | Movimento 5 Stelle                          | 90.512  | 54,5 |
|                          | Lucrezia Cicia            | 40.795  | 24,6 | Forza Italia                                | 26.364  | 15,9 |
| Lega                     | Lucrezia Cicia            | 40.795  | 24,6 | 7.588                                       | 4,6     |      |
| Fratelli d’Italia        | Lucrezia Cicia            | 40.795  | 24,6 | 5.896                                       | 3,6     |      |
| Noi con l’Italia – UDC   | Lucrezia Cicia            | 40.795  | 24,6 | 947                                         | 0,6     |      |
|                          | Angela Letizia            | 26.148  | 15,8 | Partito Democratico                         | 17.942  | 10,8 |
| Italia Europa Insieme    | Angela Letizia            | 26.148  | 15,8 | 4.435                                       | 2,7     |      |
| +Europa                  | Angela Letizia            | 26.148  | 15,8 | 2.567                                       | 1,5     |      |
| Civica Popolare          | Angela Letizia            | 26.148  | 15,8 | 1.204                                       | 0,7     |      |
|                          | Filomena Diodato          | 3.408   | 2,1  | Liberi e Uguali                             | 3.408   | 2,1  |
|                          | Rosa Maria Clemente       | 1.621   | 1,0  | Potere al Popolo!                           | 1.621   | 1,0  |
|                          | Tiziana Bisogno           | 889     | 0,5  | CasaPound Italia                            | 889     | 0,5  |
|                          | Mario Romanelli           | 804     | 0,5  | Il Popolo della Famiglia                    | 804     | 0,5  |
|                          | Francesco Materazzo       | 739     | 0,4  | Italia agli Italiani (FT – FN)              | 739     | 0,4  |
|                          | Giammarco Chilelli        | 417     | 0,3  | Partito Comunista                           | 417     | 0,3  |
|                          | Girolamo Petracco         | 280     | 0,2  | Per una Sinistra Rivoluzionaria (SCR – PCL) | 280     | 0,2  |
|                          | Giuseppe Colella          | 251     | 0,2  | Partito Valore Umano                        | 251     | 0,2  |
|                          | Rosanna Santoro           | 143     | 0,1  | Lista del Popolo per la Costituzione        | 143     | 0,1  |
| Gesamt                   | Gesamt                    | 166.007 | 100  |                                             | 166.007 | 100  |
|                          |                           |         |      |                                             |         |      |
| Ungültige Stimmen        | Ungültige Stimmen         | 5.878   | 3,4  |                                             |         |      |
| Wähler                   | Wähler                    | 171.885 | 70,5 |                                             |         |      |
| Wahlberechtigte          | Wahlberechtigte           | 243.869 |      |                                             |         |      |
|                          |                           |         |      |                                             |         |      |
| Quelle: Innenministerium |                           |         |      |                                             |         |      |

## Seit 2020

### Wahlkreisgebiet
| Wahlkreise – Camera dei deputati – Kampanien | Wahlkreise – Camera dei deputati – Kampanien | Wahlkreise – Camera dei deputati – Kampanien |
| Provinz                                      | Provinz                                      | Gemeinden nach Provinzen ⮞ Wahlkreis |
| -------------------------------------------- | -------------------------------------------- | --- |
|                                              | Metropolitanstadt Neapel (92 Gemeinden)      | Teil Neapels ⮞ Wahlkreis Neapel – Fuorigrotta Teil Neapels ⮞ Wahlkreis Neapel – San Carlo all’Arena 13 ⮞ Wahlkreis Acerra 14 ⮞ Wahlkreis Casoria 16 ⮞ Wahlkreis Giugliano in Campania 28 ⮞ Wahlkreis Somma Vesuviana 20 ⮞ Wahlkreis Torre del Greco |
|                                              | Provinz Avellino (118 Gemeinden)             | alle ⮞ Wahlkreis Avellino |
|                                              | Provinz Benevento (78 Gemeinden)             | alle ⮞ Wahlkreis Benevento |
|                                              | Provinz Caserta (104 Gemeinden)              | 24 ⮞ Wahlkreis Caserta 52 ⮞ Wahlkreis Aversa 28 ⮞ Wahlkreis Benevento |
|                                              | Provinz Salerno (158 Gemeinden)              | 20 ⮞ Wahlkreis Salerno 112 ⮞ Wahlkreis Eboli 26 ⮞ Wahlkreis Scafati |

Der Wahlkreis umfasst 24 Gemeinden der Provinz Caserta.

### Wahlergebnisse

#### Parlamentswahl 2022
| Kandidaten                          | Kandidaten                       | Stimmen | %    | Listen                                                  | Stimmen | %    |
| ----------------------------------- | -------------------------------- | ------- | ---- | ------------------------------------------------------- | ------- | ---- |
|                                     | Carmen Letizia Giorgiannigewählt | 55.135  | 35,4 | Fratelli d’Italia                                       | 27.615  | 17,7 |
| Lega per Salvini Premier            | Carmen Letizia Giorgiannigewählt | 55.135  | 35,4 | 14.073                                                  | 9,0     |      |
| Forza Italia                        | Carmen Letizia Giorgiannigewählt | 55.135  | 35,4 | 12.935                                                  | 8,3     |      |
| Noi Moderati                        | Carmen Letizia Giorgiannigewählt | 55.135  | 35,4 | 512                                                     | 0,3     |      |
|                                     | Danilo Della Valle               | 53.484  | 34,3 | Movimento 5 Stelle                                      | 53.484  | 34,3 |
|                                     | Francesca Trovato                | 30.991  | 19,9 | Partito Democratico – Italia Democratica e Progressista | 21.041  | 13,5 |
| +Europa                             | Francesca Trovato                | 30.991  | 19,9 | 4.501                                                   | 2,9     |      |
| Alleanza Verdi e Sinistra           | Francesca Trovato                | 30.991  | 19,9 | 3.649                                                   | 2,3     |      |
| Impegno Civico – Centro Democratico | Francesca Trovato                | 30.991  | 19,9 | 1.800                                                   | 1,2     |      |
|                                     | teresa Ucciero                   | 7.411   | 4,8  | Azione – Italia Viva                                    | 7.411   | 4,8  |
|                                     | Diego Ruocco                     | 2.063   | 1,3  | Italexit per l’Italia                                   | 2.063   | 1,3  |
|                                     | Massimo Sgroi                    | 2.028   | 1,3  | Unione Popolare                                         | 2.028   | 1,3  |
|                                     | Andrea Martusciello              | 1.487   | 1,0  | Noi di Centro – Europeisti                              | 1.487   | 1,0  |
|                                     | Vincenzo Sforza                  | 1.482   | 1,0  | Partito Comunista Italiano                              | 1.482   | 1,0  |
|                                     | Francesca Mariano                | 1.004   | 0,6  | Italia Sovrana e Popolare                               | 1.004   | 0,6  |
|                                     | Sergio Angrisano                 | 724     | 0,5  | Partito Animalista – UCDL – 10 Volte Meglio             | 724     | 0,5  |
| Gesamt                              | Gesamt                           | 155.809 | 100  |                                                         | 155.809 | 100  |
|                                     |                                  |         |      |                                                         |         |      |
| Ungültige Stimmen                   | Ungültige Stimmen                | 6.667   | 4,1  |                                                         |         |      |
| Wähler                              | Wähler                           | 162.476 | 54,6 |                                                         |         |      |
| Wahlberechtigte                     | Wahlberechtigte                  | 297.362 |      |                                                         |         |      |
|                                     |                                  |         |      |                                                         |         |      |
| Quelle: Innenministerium            |                                  |         |      |                                                         |         |      |